# 里沃利鎮區 (伊利諾伊州默瑟縣)
里沃利鎮區（英語：Rivoli Township）是位於美國伊利諾伊州默瑟縣的一個行政鎮區。

## 地方資料
根據2010年美國人口普查的數據，里沃利鎮區的面積為90.70平方千米，當中陸地面積為90.60平方千米，而水域面積為0.10平方千米。當地共有人口1165人，而人口密度為每平方千米12.84人。